# Phylica minutiflora
Phylica minutiflora är en brakvedsväxtart som beskrevs av Rudolf Schlechter. Phylica minutiflora ingår i släktet Phylica och familjen brakvedsväxter. Inga underarter finns listade i Catalogue of Life.